# 1851年香港
|        | 香港歷史 \| 香港歷史年表                                                                                                   |
| 世紀： | 18世紀香港 \| 19世紀香港 \| 20世紀香港                                                                                     |
| 年代： | 1820年代香港 \| 1830年代香港 \| 1840年代香港 \| 1850年代香港 \| 1860年代香港 \| 1870年代香港 \| 1880年代香港               |
| 年份： | 1847年香港 \| 1848年香港 \| 1849年香港 \| 1850年香港 \| 1851年香港 \| 1852年香港 \| 1853年香港 \| 1854年香港 \| 1855年香港 |
| 紀年： | 辛亥年（猪年）、香港開埠10周年                                                                                             |

## 大事記
- 太平天國在華南起義，當地有商人遷往香港逃避戰亂。
- 8月30日，香港首間發鈔銀行東藩滙理銀行取得皇家特許。
- 10月，開始興建港督府。
- 12月28日，上環下街市（今蘇杭街）附近的房屋發生大火，四百多間房屋被毀。